# زوي اكينز
زوي اكينز (بالإنجليزية: Zoë Akins)‏ هي كاتبة مسرحية وكاتبة سيناريو وكاتِبة وشاعرة أمريكية، ولدت في 30 أكتوبر 1886 في هيومانزفيل في الولايات المتحدة، وتوفيت في 29 أكتوبر 1958 في لوس أنجلوس في الولايات المتحدة.

## وصلات خارجية
- زوي اكينز على موقع IMDb (الإنجليزية)
- زوي اكينز على موقع ألو سيني (الفرنسية)
- زوي اكينز على موقع أول موفي (الإنجليزية)
- زوي اكينز على موقع قاعدة بيانات برودواي على الإنترنت (الإنجليزية)
- زوي اكينز على موقع قاعدة بيانات الأفلام السويدية (السويدية)
- زوي اكينز على موقع إن إن دي بي (الإنجليزية)
- زوي اكينز على موقع قاعدة بيانات الفيلم (الإنجليزية)
- زوي اكينز على موقع كينوبويسك (الروسية)